# Columbia (Maine)
Columbia ist eine Town im Washington County des Bundesstaates Maine in den Vereinigten Staaten. Im Jahr 2020 lebten dort 435 Einwohner in 262 Haushalten (in den Vereinigten Staaten werden auch Ferienwohnungen als Haushalte gezählt) auf einer Fläche von 94,82 km².

## Geographie
Nach dem United States Census Bureau hat Columbia eine Gesamtfläche von 94,82 km², von der 94,02 km² Land sind und 0,8 km² aus Gewässern bestehen.

### Geographische Lage
Columbia liegt im Süden des Washington Countys. Im Norden grenzt der Schoodic Lake an. Diverse kleinere Seen verteilen sich über das Gebiet der Town. Der Pleasant River durchfließt das Gebiet in südlicher Richtung. In Columbia Falls liegen größere Wasserfälle des Pleasant Rivers. Er mündet bei Addison in den Atlantischen Ozean. Die Oberfläche ist eher eben, ohne größere Erhebungen.

### Nachbargemeinden
Alle Entfernungen sind als Luftlinien zwischen den offiziellen Koordinaten der Orte aus der Volkszählung 2010 angegeben.
- Norden: North Washington, Unorganized Territory, 54,6 km
- Osten: Columbia Falls, 8,2 km
- Südosten: Addison, 19,4 km
- Süden: Harrington, 16,1 km
- Westen: Cherryfield, 10,4 km

### Stadtgliederung
In Columbia gibt es mehrere Siedlungsgebiete: Columbia, Epping, Georgetown, North Columbia, Pleasant River, Saco, Ward und Webb District.

### Klima
Die mittlere Durchschnittstemperatur in Columbia liegt zwischen −7,8 °C (18 °F) im Januar und 19,4 °C (67 °F) im Juli. Damit ist der Ort gegenüber dem langjährigen Mittel der USA um etwa 9 Grad kühler. Die Schneefälle zwischen Oktober und Mai liegen mit bis zu zweieinhalb Metern mehr als doppelt so hoch wie die mittlere Schneehöhe in den USA; die tägliche Sonnenscheindauer liegt am unteren Rand des Wertespektrums der USA.

## Geschichte
Columbia wurde zunächst als Township No. 12 and No. 13 Southern Division (T12 & T13 SD) vermessen. Als Town wurde das Gebiet am 8. Februar 1796 organisiert. An Harrington wurde 1818 und 1823 Land abgegeben, das Gebiet T19 MD BPP wurde 1834 hinzugenommen und das meiste davon 1840 wieder abgegeben. Teile von Jonesboro wurden 1838 hinzugenommen und an Cherryfield wurde 1859 und 1881 Land abgegeben. Das meiste Gebiet, welches zum Township No. 13 Southern Division (T13 SD) gehörte, wurde 1863 abgespalten, als sich Columbia Falls als eigenständige Town formierte.
Zunächst lebten die Bewohner von der Forst- und Landwirtschaft. Zu den angebauten Feldfrüchten gehören Blaubeeren und Bohnen.
Die inzwischen stillgelegte Bahnstrecke Washington Junction–St. Croix Junction hatte eine Haltestelle in Columbia.

### Einwohnerentwicklung
| Volkszählungsergebnisse – Town of Columbia, Maine | Volkszählungsergebnisse – Town of Columbia, Maine | Volkszählungsergebnisse – Town of Columbia, Maine | Volkszählungsergebnisse – Town of Columbia, Maine | Volkszählungsergebnisse – Town of Columbia, Maine | Volkszählungsergebnisse – Town of Columbia, Maine | Volkszählungsergebnisse – Town of Columbia, Maine | Volkszählungsergebnisse – Town of Columbia, Maine | Volkszählungsergebnisse – Town of Columbia, Maine | Volkszählungsergebnisse – Town of Columbia, Maine | Volkszählungsergebnisse – Town of Columbia, Maine |
| Jahr                                              | 1800                                              | 1810                                              | 1820                                              | 1830                                              | 1840                                              | 1850                                              | 1860                                              | 1870                                              | 1880                                              | 1890                                              |
| ------------------------------------------------- | ------------------------------------------------- | ------------------------------------------------- | ------------------------------------------------- | ------------------------------------------------- | ------------------------------------------------- | ------------------------------------------------- | ------------------------------------------------- | ------------------------------------------------- | ------------------------------------------------- | ------------------------------------------------- |
| Einwohner                                         | 353                                               | 518                                               | 537                                               | 663                                               | 843                                               | 1140                                              | 1265                                              | 668                                               | 642                                               | 587                                               |
| Jahr                                              | 1900                                              | 1910                                              | 1920                                              | 1930                                              | 1940                                              | 1950                                              | 1960                                              | 1970                                              | 1980                                              | 1990                                              |
| Einwohner                                         | 516                                               | 564                                               | 536                                               | 409                                               | 399                                               | 352                                               | 219                                               | 162                                               | 275                                               | 437                                               |
| Jahr                                              | 2000                                              | 2010                                              | 2020                                              | 2030                                              | 2040                                              | 2050                                              | 2060                                              | 2070                                              | 2080                                              | 2090                                              |
| Einwohner                                         | 459                                               | 486                                               | 435                                               |                                                   |                                                   |                                                   |                                                   |                                                   |                                                   |                                                   |

## Wirtschaft und Infrastruktur

### Verkehr
Der U.S. Highway 1 verläuft durch den Südosten des Gebietes.

### Öffentliche Einrichtungen
Es gibt keine medizinischen Einrichtungen in Columbia. Die nächstgelegenen befinden sich in Machias.
Columbia besitzt keine eigene Bücherei.

### Bildung
Columbia gehört mit Addison, Columbia Falls, Harrington und Milbridge zum MSAD #37.
Im Schulbezirk werden folgende Schulen angeboten:
- D.W. Merritt Elementary in Addison, mit Schulklassen von Pre-K bis zum 6. Schuljahr
- Harrington Elementary in Harrington, mit Schulklassen von Pre-K bis zum 6. Schuljahr
- Milbridge Elementary in Milbridge, mit Schulklassen von Pre-K bis zum 6. Schuljahr
- Narraguagus Jr/Sr High School in Harrington vom 7. bis 12. Schuljahr